# Tibellus demangei
Tibellus demangei är en spindelart som beskrevs av Jean-François Jézéquel 1964. Tibellus demangei ingår i släktet Tibellus och familjen snabblöparspindlar. Inga underarter finns listade i Catalogue of Life.